# Палеозойська ера
Палеозой або палеозойська ера (від дав.-гр. παλαιός, «старий» і ζωή, «життя», тобто ера «стародавнього життя»)  (англ. Palaeozoic (Era), нім. Paläozoikum n, Erdaltertum n) — геологічна ера, що тривала від 538,8 ± 0,2 до 251,902 ± 0,024 млн років тому. Підрозділяється на шість геологічних періодів; від найранішого до найпізнішого: кембрій, ордовик, силур, девон, карбон і перм.

## Загальний опис
Внаслідок тектонічних рухів палеозойської ери відбулися значні трансгресії й регресії моря. В результаті каледонської та герцинської складчастості в багатьох геосинкліналях утворилися гірські хребти (Аппалачі, Урал, Алтай, Саяни, Центральна Європа, Донецький кряж та ін.). На початку палеозойської ери у Південній півкулі виник материк Гондвана. У Північній півкулі у 2-й половині палеозою існував великий материк Ангарида, що включав Сибірську платформу і прилеглі гірські споруди. З завершенням герцинської складчастості, як вважають, усі північні платформи були спаяні в єдиний континент Лавразію, який відділявся від Гондвани субмеридіональним поясом океану Тетіс.
У морських басейнах були поширені безхребетні, зокрема форамініфери, корали, молюски тощо; з'явились перші морські хребетні — рибоподібні й риби; у девоні хребетні вийшли на суходіл. У середині палеозою виникли перші наземні рослини — псилофіти й плауноподібні. Пізніше розвинулись деревоподібні папороті, хвойні. В кінці палеозою відбулося так зване «автотрофне цвітіння» — феномен планетарного спалаху розвитку рослинності, внаслідок помітного зниження в  атмосфері вмісту О2 і підвищення вмісту СО2.

## Корисні копалини
Геологічні відклади, що утворилися протягом палеозойської ери, становлять палеозойську групу. З палеозойською ерою пов'язані найбільші й великі родовища кам'яного вугілля, нафти, мінеральних солей, фосфоритів, міді, золота. Великі родовища гіпсу, кам'яної і калійної солей укладені в кембрії Сибірської платформи і Індії, в силурі США (Мічиган), девоні Білорусі (Солегірське) і Канади (Саскачеванський калієносний басейн), пермі Приуралля, Донбасу (Слов'янсько-Артемівський соленосний басейн), ФРН (Штасфурт), США (Делаверський калієносний басейн). Промислові скупчення нафти і газу відомі в нижньому палеозої Іркутського амфітеатру і Прибалтики, в США (Канзас, Оклахома). Великі нафтогазоносні області пов'язані з верхньопалеозойськими породами. Найбільші поклади кам'яного вугілля, приурочені до карбону і пермі — Донецький, Печорський, Підмосковний, Карагандинський, Кузнецький басейни, Екібастуз, Верхньосілезький і Остравсько-Карвінський басейни, Рурський вугільний басейн, Брабант, Валансьєн, Астурія, Південний Уельс, Аппалачський і Пенсильванський вугільний басейни, район Хуанхе. Найбільші родовища фосфоритів пов'язані з відкладами нижнього кембрію та пермі. Бокситові родовища приурочені до девону. Осадові й осадово-вулканогенні родовища залізної руди відомі у відкладах ордовика (Уобана, Ньюфаундленд, Канада), силуру (Клінтон, США), девону (Гара-Джебілет, Алжир) та ін. До вулканогенних порід ордовика, силуру, девону, пермі приурочені мідно-колчеданні родовища Норвегії, східного схилу Уралу, Рудного Алтаю, Казахстану, ФРН. Родовища поліметалічних руд пов'язані з каледонськими і герцинськими кислими інтрузіями. З ультраосновними і основними інтрузіями асоціюють родовища руд міді і нікелю в Норвегії, азбесту в Канаді (Ньюфаундленд, Квебек). Ймовірно, в пермську добу утворилися ртутні родовища Південно-Східної України і Середньої Азії. Палеозойські породи широко використовуються як будівельний і облицювальний матеріал (вапняки, доломіт, мармури, яшми).

## Представники фауни палеозою

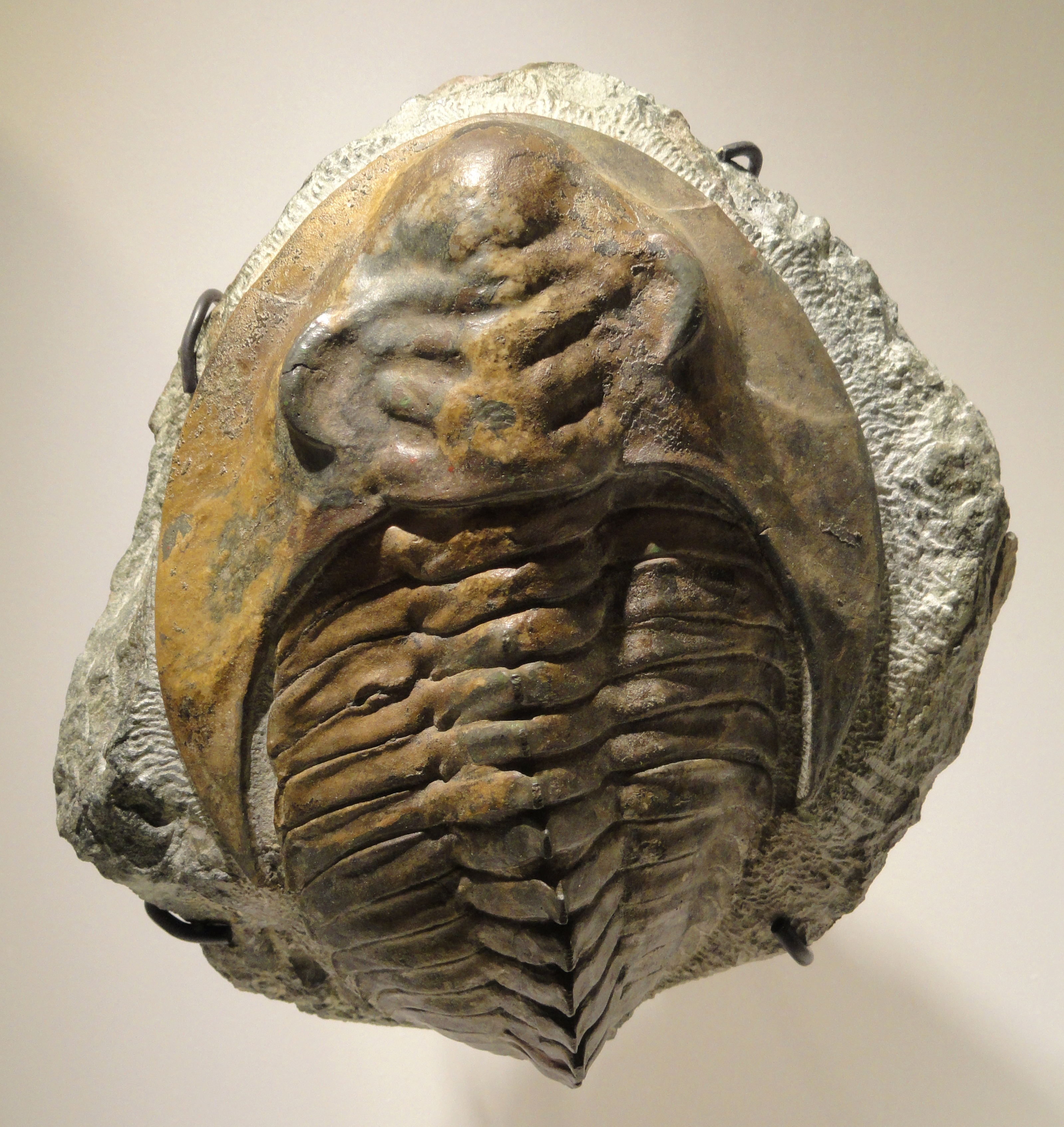
Трилобіт Cambropallas telesto (кембрій)
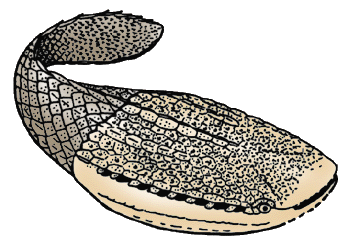
безщелепне Astraspis desiderata (ордовик)
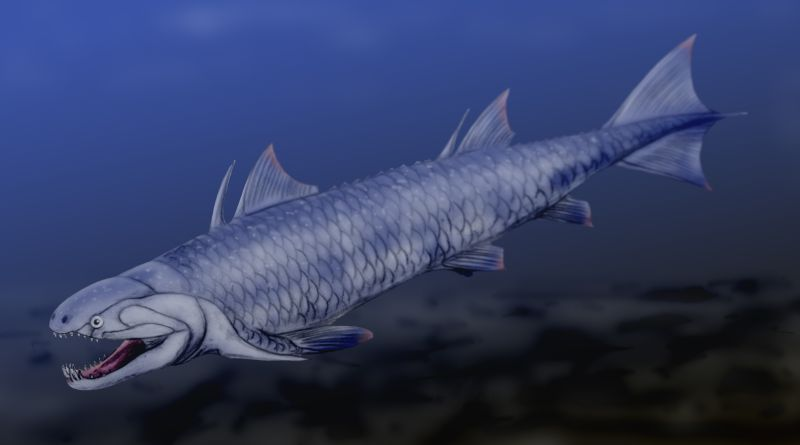
кісткова риба Psarolepis romeri (силур — девон)
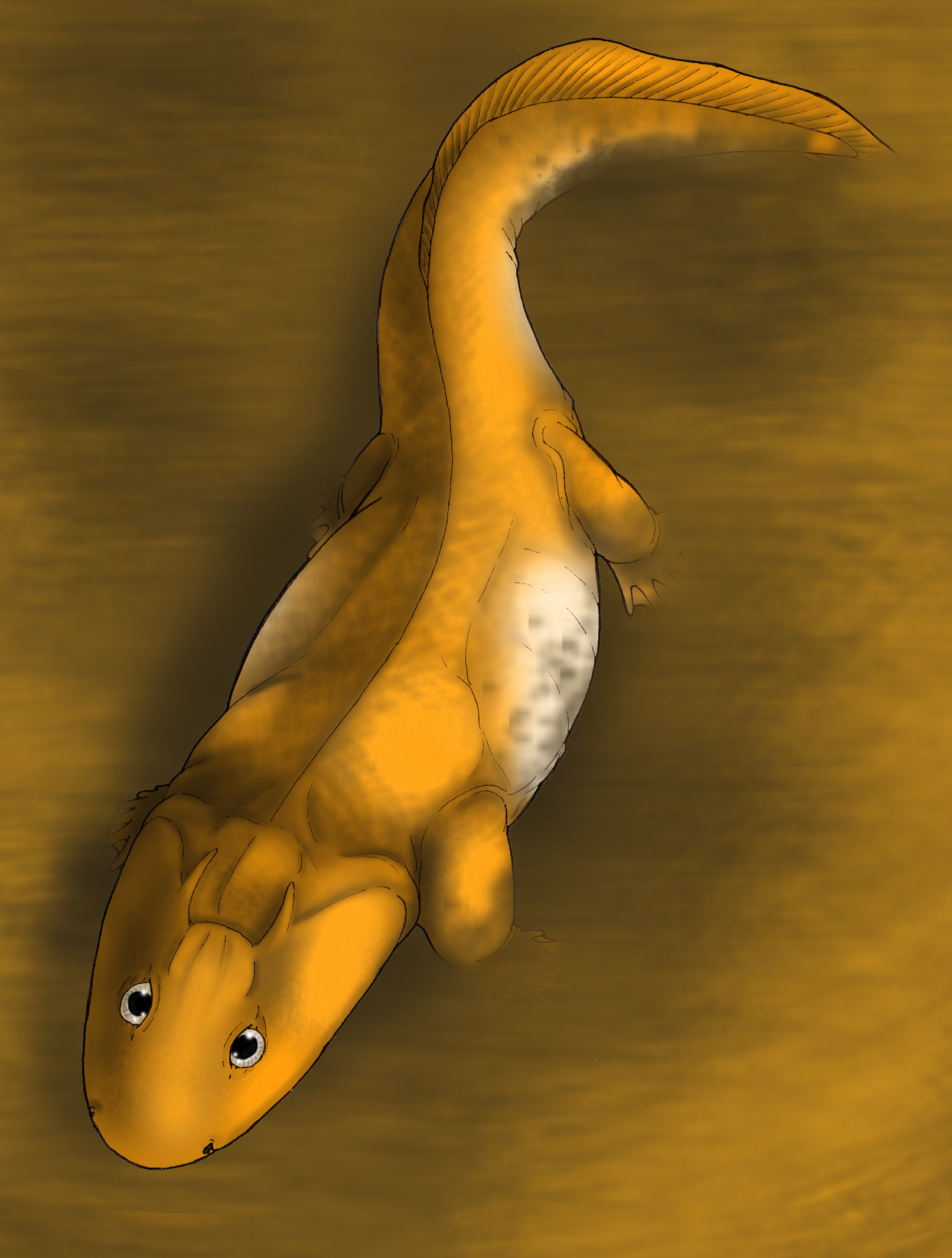
Одна з перших амфібій Acanthostega gunneri (девон)
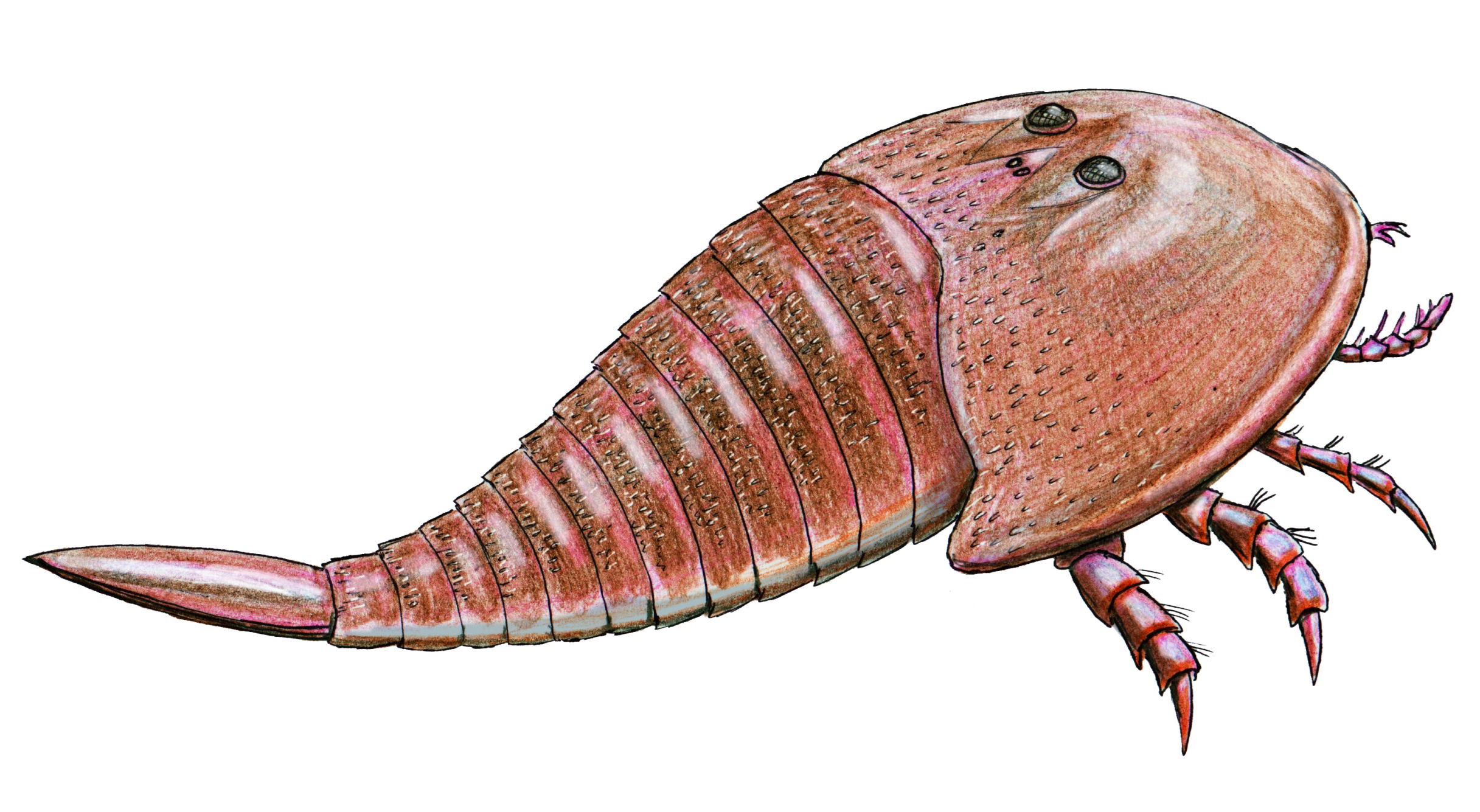
ракоскорпіон Hibbertopterus scouleri (карбон)
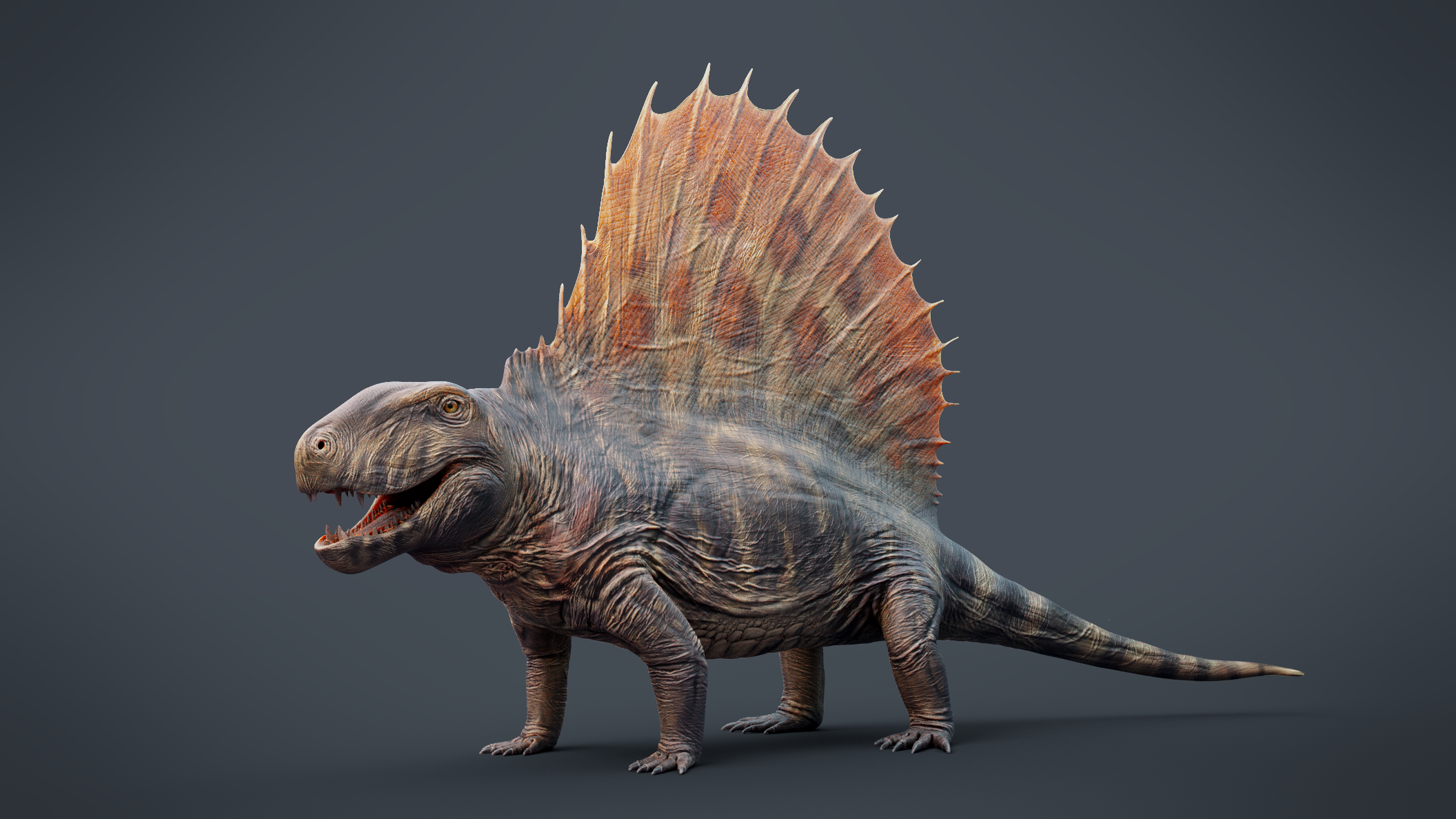
синапсида Dimetrodon grandis (перм)